# Coelioxys angulata
Coelioxys angulata är en biart som beskrevs av Smith 1870. Coelioxys angulata ingår i släktet kägelbin, och familjen buksamlarbin. Inga underarter finns listade i Catalogue of Life.